# Danielle Chegue Wabo
Danielle Chegue Wabo, née le 29 janvier 1993 à Mbouda au Cameroun, est une ingénieure et entrepreneur, philanthrope, artiste et reine de beauté camerounaise.

## Biographie

### Famille
Danielle Chegue Wabo est la fille aînée de Wabo Fosso Moise, transporteur routier, et de Pitcha Yanga Berline Laure, commerçante dans l'alimentation, tous deux micro entrepreneurs. Elle vit une enfance difficile étant sujet d’insultes, de moqueries quant à sa couleur de peau et certaines de ces particularités. Elle se démarque surtout en athlétisme, mathématiques et excelle dans ses classes.

### Formation
À l'issue d'études secondaires au collège Alfred Saker de Douala au Cameroun, elle obtient son baccalauréat en mathématiques à l’âge de 16 ans au collège l’Agape. Elle fait une première année de classe préparatoire mathématiques, physique et sciences de l'ingénieur (MPSI) à l'Institut supérieur des technologies et du design industriel (ISTDI), premier établissement de l’Institut universitaire de la Côte spécialisé dans les enseignements des filières industrielles et technologiques. Arrivée ensuite en France, elle obtient un diplôme universitaire de technologie (DUT) en « génie industriel et maintenance ». Elle passe ensuite les concours d'entrée aux grandes écoles d'ingénieur où elle est admise à l'Institut national des sciences appliquées de Lyon (Insa), l'École centrale de Lyon, l'École catholique des arts et métiers (ECAM) et l'École nationale supérieure d'arts et métiers. Elle intègre cette dernière école qu'elle suit en apprentissage avec l'entreprise Électricité de France (EDF) sur des sujets de groupes électrogènes de diesels dans les centrales nucléaires, elle en sort diplômée en 2015.

### Carrière professionnelle
Elle travaille en tant qu'ingénieur logiciel au sein de la société Sopra à la Tour Manhattan du quartier des affaires La Défense , puis en tant que consultante calcul tuyauteries  et pilote projet dans le cadre des constructions des centrales nucléaires chez EDF. 
En 2021, elle crée en France le groupe Chegue Wabo en France, une entreprise située à Paris destinée à accompagner les étudiants en recherche d’admission dans les universités françaises et à délivrer les attestations de virement irrévocable permettant de justifier de moyens d'existence auprès de l'Ambassade de France pour une demande de visa étudiant.  Elle réalise entièrement le site web de sa compagnie.

## Artiste et philanthrope
En 2013, elle fait partir de l’association Jardin du monde et contribue à la mise en place d’un jardin à la cité internationale universitaire de Paris. En 2015, elle crée 1 Noël  pour tous et organise une collecte à la cité internationale universitaire de Paris où elle réside. 
Danielle Chegue Wabo fait quelques scènes de chants à la Fondation des États-Unis et au théâtre de la cité internationale universitaire.
En 2016, elle  est ambassadrice d’un projet d’amélioration  du quotidien éducatif des enfants dans des zones très défavorisées à Toko au Cameroun et à Nouamou en Côte d’Ivoire. En 2017, elle crée l’association 1braceletpour1kitscolaire pour améliorer l’éducation des enfants au Cameroun. En 2018, elle est ambassadrice auprès de Musi’Cameroun une initiative solidaire portée par un groupe d’amis musiciens qui vise à valoriser l'éducation auprès des enfants par la musique.
En 2017, elle est élue première dauphine de Miss Union Africaine 2018. Le 4 février 2018, elle est invitée pour une séance dédicaces et photos à l’occasion de la remise du Grand Prix d’Afrique. Le showcase de cet évènement fût assuré par Dadju. 
En avril 2017 à Paris, Danielle Chegue Wabo est élue Miss Cameroun diaspora France.
En 2018, elle est ambassadrice du projet humanitaire « Éducation via la Musique » . 
En 2020, elle fait la une du quotidien vietnamien Tiền Phong. 
Le 8 mars 2018, à l'occasion de la Journée internationale des femmes, elle intervient dans le quotidien camerounais La Nouvelle Expression sur le thème « Femme et Technique, ces métiers qui sont pour les hommes ». 
En 2019, elle est sélectionnée par vote du public pour représenter la France à l’élection Miss Cameroun 2020. Malheureusement en décembre 2019, elle interrompit sa participation pour des raisons de santé. 
En septembre 2020 , elle est choisie par le comité d'organisation Miss Cameroun (Comica), pour représenter le Cameroun à l’élection Miss Earth 2020 à Manille, aux Philippines, le 29 novembre 2020. L'élection se déroule virtuellement à cause de la pandémie de covid-19. Elle est la deuxième candidate depuis la participation du Cameroun en 2005 à apporter une médaille à son pays et la première en catégorie sport. Elle fait par ailleurs partie du top 20 des plus belles candidates du concours selon plusieurs articles. Elle est élue, Miss Earth Cameroun 2020 ,.

## Publications
Elle lance en 2019 son premier single intitulé Mon Bounga.

## Distinctions
Le 19 février 2018, elle est décorée à l'hôtel de ville de Bonandjo « citoyen d'honneur » de la ville de Douala par le délégué du gouvernement, Fritz Ntonè Ntonè pour ses actions menées au Cameroun.